# Betong

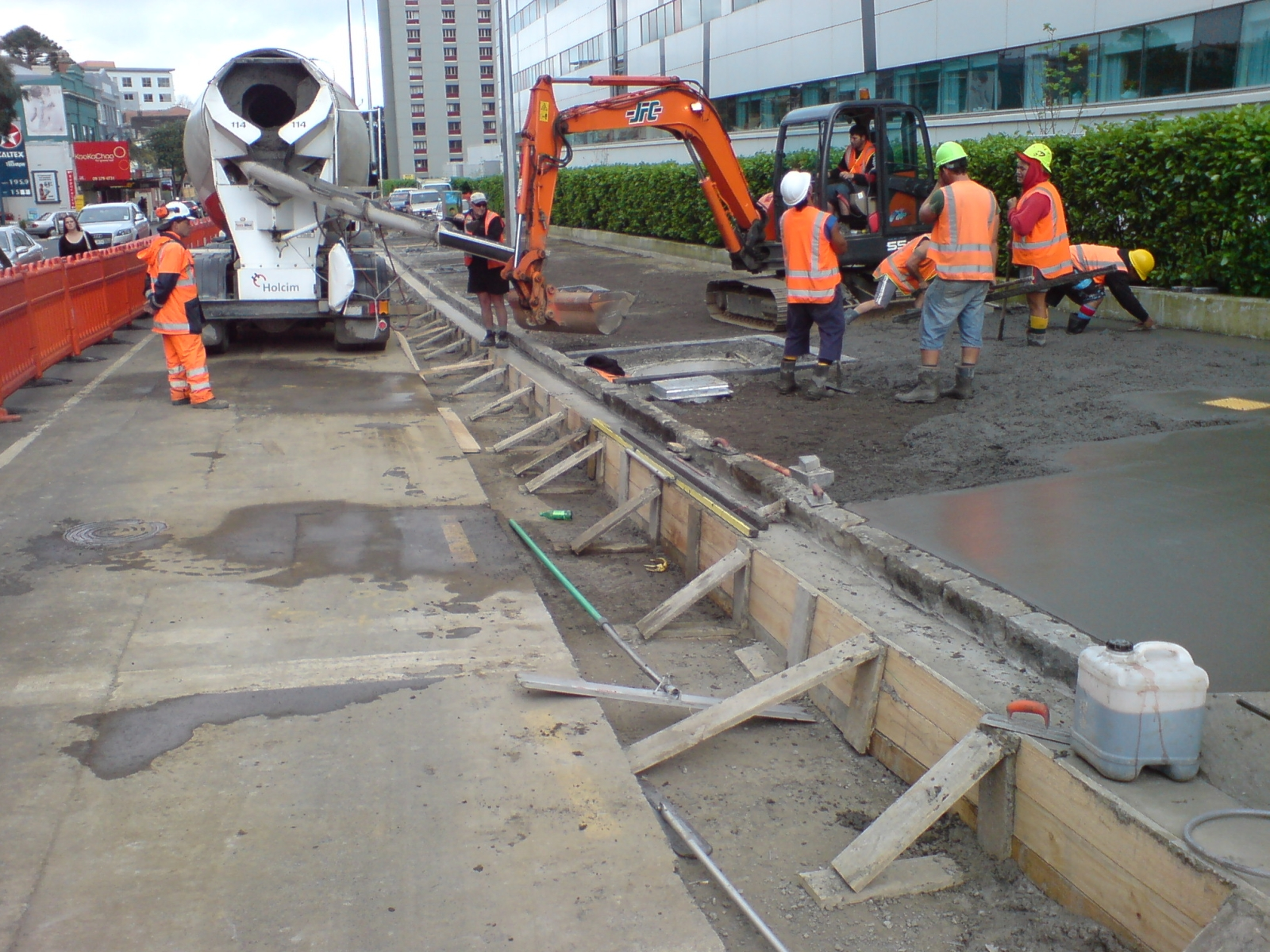
Gjutning av vägbana i betong i Auckland, Nya Zeeland.

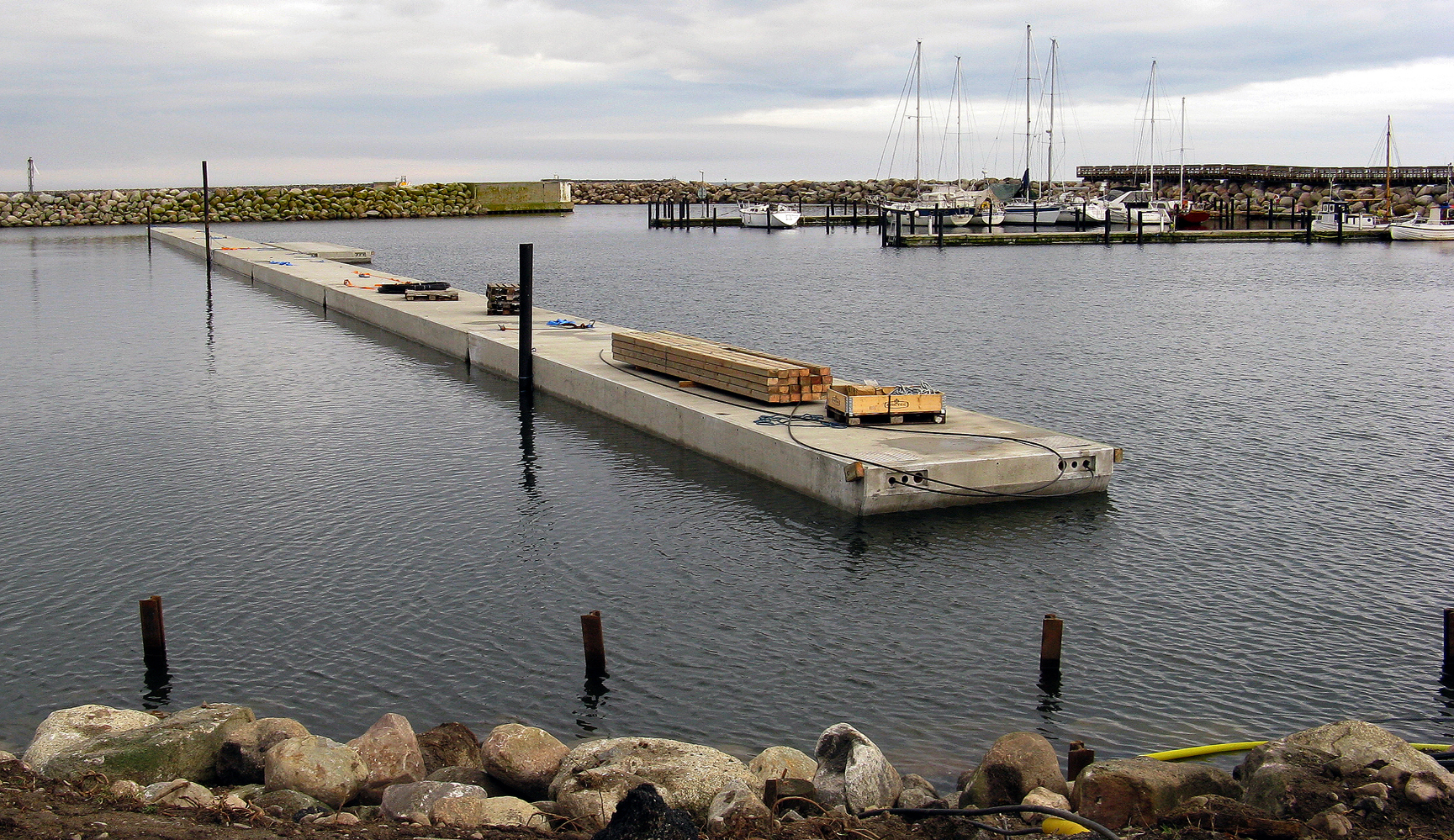
Pontonbrygga i gjuten betong.

Betong (Från franska: béton) är ett kompositmaterial bestående av fin och grov ballast sammanbundet av cementpasta (cement och vatten). När dessa material blandas fås en formbar massa som relativt snabbt hårdnar och sedan härdar över tid till en hög hållfasthet. Betong är under senare tid det näst mest konsumerade materialet, efter vatten, med en total tillverkning på ungefär 32 miljarder ton per år. Betong används för all typ av byggnation, såsom bostäder, skolor, sjukhus och infrastruktur. Den stora användningen av betong påverkar, främst genom tillverkning av cement, miljön på olika sätt, framför allt genom att förbruka ungefär 7 % av all industriellt använd energi samt genom att vara upphov till ungefär 7 % av de globala utsläppen av koldioxid. Ett intensivt arbete bedrivs för att minska betongens klimatavtryck genom utveckling av alternativa bindemedelstyper, lagring av koldioxid, återvinning av material samt övergång till alternativa bränslen vid cementtillverkning.
Betongens egenskaper bestäms till största del av förhållandet mellan vatten och cement, vattencementtalet. Hållfasthet är betongens viktigaste egenskap näst efter beständighet.

## Etymologi
Ordet betong kommer från franskans béton som är en variant av det latinska ordet bitumen (jordbeck).

## Historia

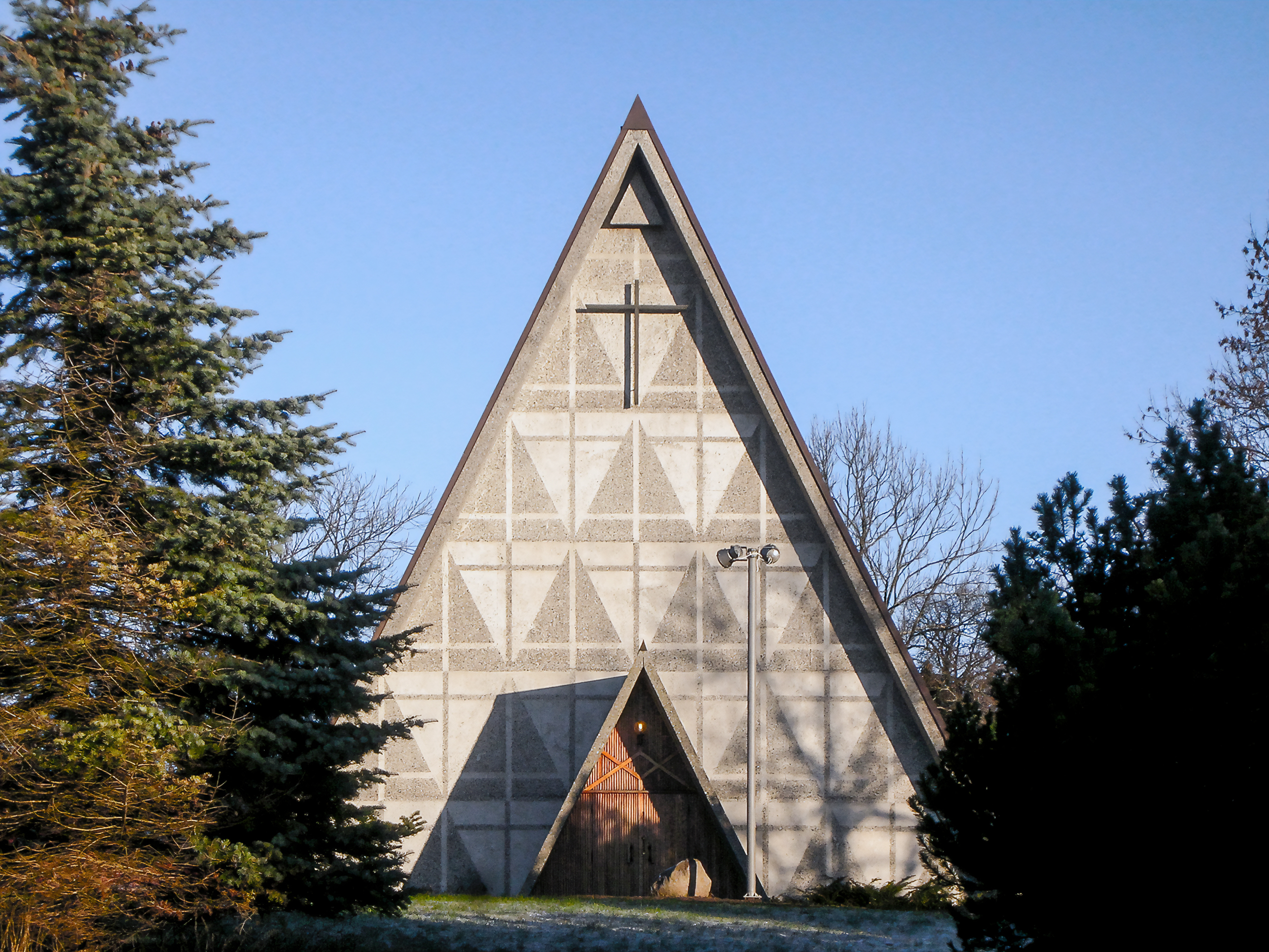
Bakkehaugens kyrka i Norge, byggd i naturbetong, invigd 1959

Ett betongliknande material tillverkat av kalk användes av etruskerna. Även i Romarriket användes en antik betong, opus caementicium, med ett bindemedel som bestod av bränd kalk och pulveriserat material som innehöll kiselsyra, till exempel krossat tegel eller vulkanaska, puzzolan, från Pozzuoli utanför Neapel. Romarna använde denna antika betong till byggnader, akvedukter, amfiteatrar, hamnar, dammar och så vidare. Pantheon i Rom med sin betongkupol med en diameter på 45 meter står kvar ännu idag. Den romerske arkitekten Vitruvius beskrev hur den antika betongen kunde användas i Tio böcker om arkitektur.
Efter Romarrikets undergång hamnade betongbyggnadstekniken i glömska ända tills Vitruvius verk hittades i ett kloster i Schweiz 1414. Det dröjde dock flera sekel innan tekniken började användas igen. Den engelske arkitekten John Smeaton uppförde 1759 en fyr vid Engelska kanalen, Eddystone, som hade ett fundament av betong och användandet av betong blev snabbt spridd i Storbritannien. 1796 lanserades Parker cement eller Romancement gjord på lerhaltig kalksten från Northfleet i Kent i England. Denna cementtyp fick stor betydelse och användes bland annat vid byggandet av West India Docks i London. Två andra stora byggnationer där parkercementen användes är tunneln under Themsen i London som uppfördes 1825–1828 och återuppbyggnaden av Parlamentshuset i London år 1834 efter en ödeläggande brand. 
1824 fick engelsmannen Joseph Aspdin patent på en ny typ av cement som fick namnet Portlandcement och som hade bättre egenskaper. Aspdins medarbetare Isaac Charles Johnson vidareutvecklade denna cement så att den var mera snabbreagerande. 1871 byggdes den första svenska cementfabriken, i Lomma, för framställning av Johnsons moderna Portlandcement. Redan 1834 hade dock fabrikören Carl Gustaf Rydin i Borås börjat bygga hus med väggar av kalkbruk. 
Det klassiska verket när det gäller partikelfördelning av ballasten är från år 1909 Taylor och Thompson "Concrete plain and reinforced".
Under första hälften av 1900-talet angavs betongens sammansättning med tre tal a:b:c där a= volymandel portlandcement, b= volymandel sand(grus) och c= volymandel makadam. Vanliga exempel var 1:3:5 och 1:5:7.

### Bestämmelser, anvisningar och normer
Den 20 november 1908 rasade ett nybyggt 5-våningshus av betong på Västgötagatan 6 i Stockholm. Detta aktualiserade behovet av provmetoder och normer. År 1910 utfärdade Svenska Teknologföreningen bestämmelser för provning av portlandcement. År 1924 fick vi i Sverige statliga cementbestämmelser och betongbestämmelser. Dessa har ersatts av nyare bestämmelser åren 1934, 1949 och 1957.
År 1941 utgavs betongtekniska anvisningar. År 1949 utgavs Betongrörsnormer.

## Sammansättning
Betong är ett konstgjort kompositmaterial som består av cementhaltigt bindemedel (vanligtvis Portlandcement och vatten) samt ballast (vanligtvis stenmaterial i olika fraktioner). För att ge betongen specifika egenskaper som god arbetbarhet, pumpbarhet eller låg värmeutveckling kan också olika typer av tillsatsmaterial och tillsatsmedel används. Vattnet bildar med cement och tillsatsmaterial en pasta som fyller ut utrymmet mellan ballastkornen och limmar dem till varandra genom en kemisk process som utvecklar högre och högre hållfasthet över tid. Delmaterialen kan kombineras på olika sätt, inom givna ramar, för att ge de egenskaper som krävs för en specifik användning, såsom föreskriven hållfasthetsklass, exponeringsklass (exempelvis beständighet mot frysning eller klorider) och högsta tillåtna vattencementtal (VCT-ekvivalent, exempelvis för att reglera mängden fritt vatten i den härdade betongen).

### Vatten
Vattnets lämplighet för betongtillverkning är vanligtvis beroende av dess ursprung. Dricksvatten anses alltid vara lämpligt för användning i betong. Vatten som är återvunnet från processer i betongindustrin skall uppfylla vissa krav men är normalt alltid lämpligt. Grundvatten, naturligt ytvatten och industrispillvatten kan vara lämpligt men måste alltid provas. Saltvatten eller bräckt vatten är i allmänhet inte lämpligt för tillverkning av armerad betong eller spännbetong då armeringsstål därmed utsätts för kloridinitierad korrosion. Avloppsvatten är inte lämpligt för användning i betong.
Vid provning bedöms innehåll av olja och fett, rengöringsmedel, färg, uppslammade ämnen, lukt, syror, humus, klorider och sulfater.
| Slutanvändning                             | Max. kloridinnehåll mg/l |
| Spännbetong eller injekteringsbruk         | 500                      |
| Betong med armering eller ingjuten metall  | 1000                     |
| Betong utan armering eller ingjuten metall | 4500                     |

### Cement
Cement är ett hydrauliskt material vilket innebär att det binder och hårdnar efter tillsats av vatten, oberoende av tillgång till luft.

### Ballast
Ballast består normalt av krossat eller naturligt sönderdelat stenmaterial i olika storlekar (fraktioner). Betong innehåller vanligtvis sand (0,063 – 2,0 mm i diameter) samt grus (2,0 – 63 mm) där en maximal stenstorlek beroende på användning. Maximal stenstorlek (även kallad Dmax) är vanligtvis 8, 16 eller 25 mm men förekommer också i andra mått. Kornstorlek med övre gräns på 4 mm eller mindre, det vill säga under gränsen för grov ballast, bör undvikas i bärande konstruktioner då den i vissa fall inte stöds av dimensioneringsförutsättningarna i SS-EN 1992. Betong med enbart finare ballast än 4 mm kallas finbetong och används främst för gjutning av ytskikt. Finbetong kan slipas för att erhålla en helt slät yta.
Gradering av ballasten bestäms genom siktning och man strävar efter en kornfördelning från finsand till Dmax som möjliggör kort bindningsväg mellan kornen för cementpastan. En betong med för lite material i någon kornstorlek påverkar färska egenskaper som stabilitet och arbetbarhet samt hårdnade egenskaper hållfasthet och täthet negativt. 
Den största stenstorleken i ballasten bör ej överstiga 1/5 av konstruktionens tjocklek vid gjutbetong och 1/4 vid vibrobetong. 

### Tillsatsmaterial (cementkompletterande)
Tillsatsmaterial, ibland kallat SCM (Supplementary Cementitous Material), är i de flesta fall alternativa bindemedel som kan ersätta en del av cementen i många betongsorter. Tillsatsmaterialen kan utgöra en varierande del av betongens totala bindemedelsmängd. Anledning till att reducera mängden cement kan handla om tillgång, att minska värmeutveckling, att öka pumpbarhet eller för att minska betongens klimatavtryck (CO2-utsläpp i samband med cementproduktion). Tillsatsmaterialen som fungerar som bindemedel kan delas in i två olika grupper beroende på hur hårdnade aktiveras:
- Latent hydrauliska tillsatsmaterial (exempelvis mald granulerad masugnsslagg) som kräver en mindre kvantitet alkalisk aktivator (förutom vatten) för att binda och hårdna, detta behöver inte vara Ca(OH)2 utan mängden CaO i dessa material är tillräcklig för att kalciumsilikathydrater (C-S-H) ska bildas när reaktionerna har satts igång.
- Puzzolana material som binder och hårdnar endast i kontakt med vatten och löslig kalciumhydroxid Ca(OH)2 (som bildas vid hydratation av Portlandcement), med indelning i:
  - Naturliga puzzolana mineraliska tillsatsmaterial, till exempel vulkanisk aska, zeolitiserad tuff, kiselgur eller naturligt brända leror.
  - Tillverkade puzzolana mineraliska tillsatsmaterial, till exempel flygaska och silikastoft.

Tillsatsmaterial som inte reagerar kallas för inerta tillsatsmaterial, exempelvis kalkstensfiller.
| Egenskaper              | Egenskaper              | Cement Std Portland Anl | Cement Std Portland | Stenkols- flygaska | Brunkols- flygaska | Europeiska slagger | Svensk slagg       | Silikastoft (från Kiselmetall) | Silikastoft (från Ferrokisel) |
| ----------------------- | ----------------------- | ----------------------- | ------------------- | ------------------ | ------------------ | ------------------ | ------------------ | ------------------------------ | ----------------------------- |
| Andel av massan (%)     | SiO2 (%)                | 22                      | 20                  | 40-55              | 35                 | 28-38              | 36                 | 94-98                          | 86-90                         |
| Andel av massan (%)     | Al2O3 (%)               | 3,5                     | 4,4                 | 20-30              | 18                 | 8-24               | 10                 | 0,1-0,4                        | 0,2-0,6                       |
| Andel av massan (%)     | Fe2O3 (%)               | 4,7                     | 2,2                 | 5-10               | 6                  | -                  | -                  | 0,02-0,15                      | 0,3-1,0                       |
| Andel av massan (%)     | CaO (%)                 | 64                      | 63                  | 3-7                | 21                 | 30-50              | 36                 | 0,08-0,3                       | 0,2-0,6                       |
| Andel av massan (%)     | MgO (%)                 | -                       | -                   | 1-4                | -                  | 1-18               | 13                 | 0,3-0,9                        | 1,0-3,5                       |
| Andel av massan (%)     | SO3 (%)                 | 2,0                     | 3,3                 | 0,4-2              | -                  | -                  | -                  | -                              | -                             |
| Andel av massan (%)     | K2O+Na2O (%)            | -                       | -                   | 1-5                | -                  | -                  | -                  | 0,2-0,7 \| 0,1-0,4             | 1,5-3,5 \| 0,8-1,8            |
| Andel av massan (%)     | S                       | -                       | -                   | -                  | -                  | 1-2,5              | 1                  | 0,1-0,3                        | 0,2-0,4                       |
| Andel av massan (%)     | C                       | -                       | -                   | -                  | -                  | -                  | -                  | 0,2-1,3                        | 0,8-2,3                       |
| Specifik yta (m²/kg)    | Specifik yta (m²/kg)    | 330                     | 430                 | 200-600            | 200-600            | 300-500            | 300-500            | 20 000                         | 20 000                        |
| Kompaktdensitet (kg/m³) | Kompaktdensitet (kg/m³) | 3150                    | 3150                | 2800-3000          | 2800-3000          | 2850-2950          | 2850-2950          | 2200                           | 2200                          |
| Generellt ändamål       | Generellt ändamål       | Primärt bindemedel      | Primärt bindemedel  | Cement- ersättande | Cement- ersättande | Cement- ersättande | Cement- ersättande | Egenskaps- reglerande          | Egenskaps- reglerande         |
| Typ av bindemedel       | Typ av bindemedel       | Hydrauliskt             | Hydrauliskt         | Puzzolant          | Puzzolant          | Latent hydrauliskt | Latent hydrauliskt | Puzzolant                      | Puzzolant                     |
|                         |                         |                         |                     |                    |                    |                    |                    |                                |                               |

#### Mald granulerad masugnsslagg (GGBS)
Mald granulerad masugnsslagg, fortsättningsvis benämnt slagg (ibland används också den engelska förkortningen GGBS - Ground Granulated Blast Furnace Slag), är en restprodukt från tillverkning av råjärn och består av framför allt kalcium (CaO), kiseloxider (SiO2) och aluminium (Al2O3). Som ett latent hydrauliskt tillsatsmaterial erfordras, förutom vatten, även en mindre kvantitet alkalisk aktivator för att binda och hårdna, vanligtvis kalciumhydroxid, som bildas när cement reagerar med vatten. Slagg började användas som bindemedel redan under slutet av 1800-talet men efterfrågan har i Sverige varit begränsad under lång tid på grund av en god tillgång till inhemsk brytning av kalksten och cementtillverkning. Under 2010-talet har användningen ökat mycket, framför allt på grund av strävan efter att minska betongens klimatavtryck men också som en metod att sänka värmeutvecklingen under betongens tillstyvnande.
Tillåten andel slagg av total bindemedelsvikt varierar beroende på vilken exponeringsklass betongen skall användas till, typiskt ≤65% för mindre krävande exponeringsklasser och ≤35% i mer krävande exponeringsklasser (bland annat vid exponering för frysning och höga halter av klorider).
Exempel på projekt där hög andel slaggcementbetong används är Karlatornet i Göteborg (betongbyggnation mellan 2019 och 2023), där majoriteten av byggnadens betongsorter innehåller slagg, i bindemedelsandel på mellan 17% och 45%.

#### Silikastoft
Silikastoft är ett tillverkat puzzolant mineraliskt tillsatsmaterial. Materialet är en restprodukt från tillverkning av kiselmetall och ferrolegeringar. Silikastoft har en rund kornform och kan därför öka betongens rörlighet eller pumpbarhet.

#### Flygaska
Flygaska, oftast stenkolsflygaska, är ett puzzolanskt mineraliskt tillsatsmaterial och utvinns som en restprodukt från kolpulvereldade kraftverk. De runda glasiga kornen påverkar i hög grad betongens färska egenskaper, minskar vattenbehovet, ökar arbetbarheten och förbättrar pumpbarheten.

#### Kalcinerad lera
Kalcinerad lera är benämning på leror, exempelvis kaolin och illit, som har aktiverats genom att värmas upp till typiskt 600-800°C och sedan malts ner till ett pulver. Materialet används ännu inte i någon större skala men forskning pågår och provning har utförts på både binära bindemedelsblandningar (cement och kalcinerad lera) och i ternära (cement, kalcinerad lera och kalkstensfiller). Forskning publicerad 2021 anger att tillfredsställande resultat uppnåtts genom att ersätta cement med 30% kalcinerad lera och 15% kalkstensfiller. Kalcinerad lera har när det används som bindemedel ett större vattenbehov jämfört med flygaska.

#### Kalkstensfiller
Kalkstensfiller, är ett inert tillsatsmaterial, det vill säga det fungerar inte som ett bindemedel, utan används istället för att öka mängden pasta i betongen utan att göra den mer reaktiv. Kalkstensfiller kan göra en betong mer blödningsresistens och öka betongens rörlighet.

### Tillsatsmedel
Tillsatsmedel används för att på kemisk väg förändra både betongens färska och mognade egenskaper. Exempel på tillsatsmedel:
- Flyttillsatsmedel och vattenreducerande tillsatsmedel
- Luftporbildande tillsatsmedel - Luftporbildande medel, ofta tensider, används för att skapa mikroskopiska bubblor i betongen. I dessa bubblor kan iskristaller expandera då vatten övergår till is när betongen utsätts för kyla. Detta ger betongen frostbeständighet och hindrar att den spricker.
- Retarderande tillsatsmedel - Tillsatsmedel som fördröjer härdning för att exempelvis möjliggöra lång transport av material eller längre öppethållande i hög temperatur.
- Accelererande tillsatsmedel - Vid gjutning vintertid kan acceleratorer tillsättas. Detta påskyndar härdningsförloppet och ökar därmed värmealstringen under den kemiska reaktionen. Värmen kan tas tillvara genom att konstruktionen hålls isolerad.
- Övriga tillsatsmedel
  - fryspunktsnedsättande medel
  - expanderande medel
  - krympreducerande medel
  - pumpförbättrande medel
  - stabiliserande eller viskositetsmodifierande medel
  - antiutvaskningsmedel
  - hydrofoba medel
  - vattentätande medel
  - skumbildande medel
  - skumdämpande medel
  - korrosionsinhiberande medel
  - medel till jordfuktig betong
  - superabsorberande polymerer
  - alkaliballasthämmande medel
  - polymertillsatser

### Fibrer
Då betongen i tunnelväggar och vägar ofta innehåller mycket fukt blir den livsfarlig i en brandsituation. När det absorberade vattnet i betongen når kokpunkten kan betongen spricka med oerhörd kraft. Detta kallas för spjälkning och kan undvikas genom att plastfibrer tillsätts i betongen. När betongen utsätts för brand smälter plastfibrerna och lämnar efter sig mikroskopiska gångar ur vilka vattenånga kan ta sig ut. Därmed undviks okontrollerade explosioner.

## Produktion
Nästan all betong som används kommersiellt tillverkas i betongfabriker där man blandar cement, ballast (sand, grus och sten), vatten samt kemiska tillsatsmedel för att ge betongen vissa egenskaper. När detta har blandats till en betongmassa vid fabrik måste den transporteras till den plats där den ska användas. Transporten sker vanligen med en lastbil där betongen förvaras i en behållare som roterar. Denna rotering sker för att betongen inte ska hårdna och för att ytterligare blanda till betongmassan så att den är helt homogen när den ska användas.
Vid byggplatsen pumpas betongmassan från lastbilen till den form som har förberetts. Vanligtvis gjuter man in korslagda armeringsstänger för att ge betongen större draghållfasthet. När massan har placerats i formen måste den komprimeras vilket vanligen sker med handhållna stavvibratorer. Syftet är att få massan att helt uppfylla formen så att inte luftfickor uppkommer. Det finns även självkompakterande betong. Betongmassan kommer inom några timmar att hårdna men helst bör betongens yta skyddas mot uttorkning under några dygn, till exempel genom vattning.
Betongen hårdnar på grund av den kemiska reaktion som uppkommer när vatten blandas med cement. Därigenom utvecklas värme och detta gör att man kan gjuta i betong även när det är mycket kallt.
Om betongen tillåts frysa i färskt tillstånd finns dock risk för betydande hållfasthetsförluster.
I länder med mycket varmt klimat kan det istället vara aktuellt att ersätta en del av vattnet i betongen med is, detta för att inte härdningsförloppet och uttorkningen skall ske okontrollerat och för snabbt. Även i Sverige kan kylning av betong krävas under härdningen, framför allt vid gjutning av mycket grova konstruktioner. Detta sker normalt genom att rör ingjutes i konstruktionen där kylvatten cirkulerar.
I tillämpningar där betongen i sig är en del av byggnadens mera synliga delar kan färgpigment tillsättas. En annan ofta använd teknik är att synliggöra ballasten, ofta då sjösten, genom att behandla någon av formytorna med en fördröjare, ofta kolhydrat av något slag. Vid avformning (även kallat formlossning) kommer den behandlade ytan ännu inte att ha uppnått någon egentlig hållfasthet varför cementpastan kan spolas bort med vatten. Kvar blir då den synliga ballasten av sjösten som ger ett dekorativt utseende.

### Statistik
Under år 2019 producerades 6 221 000 kubikmeter betong i Sverige.

## Egenskaper

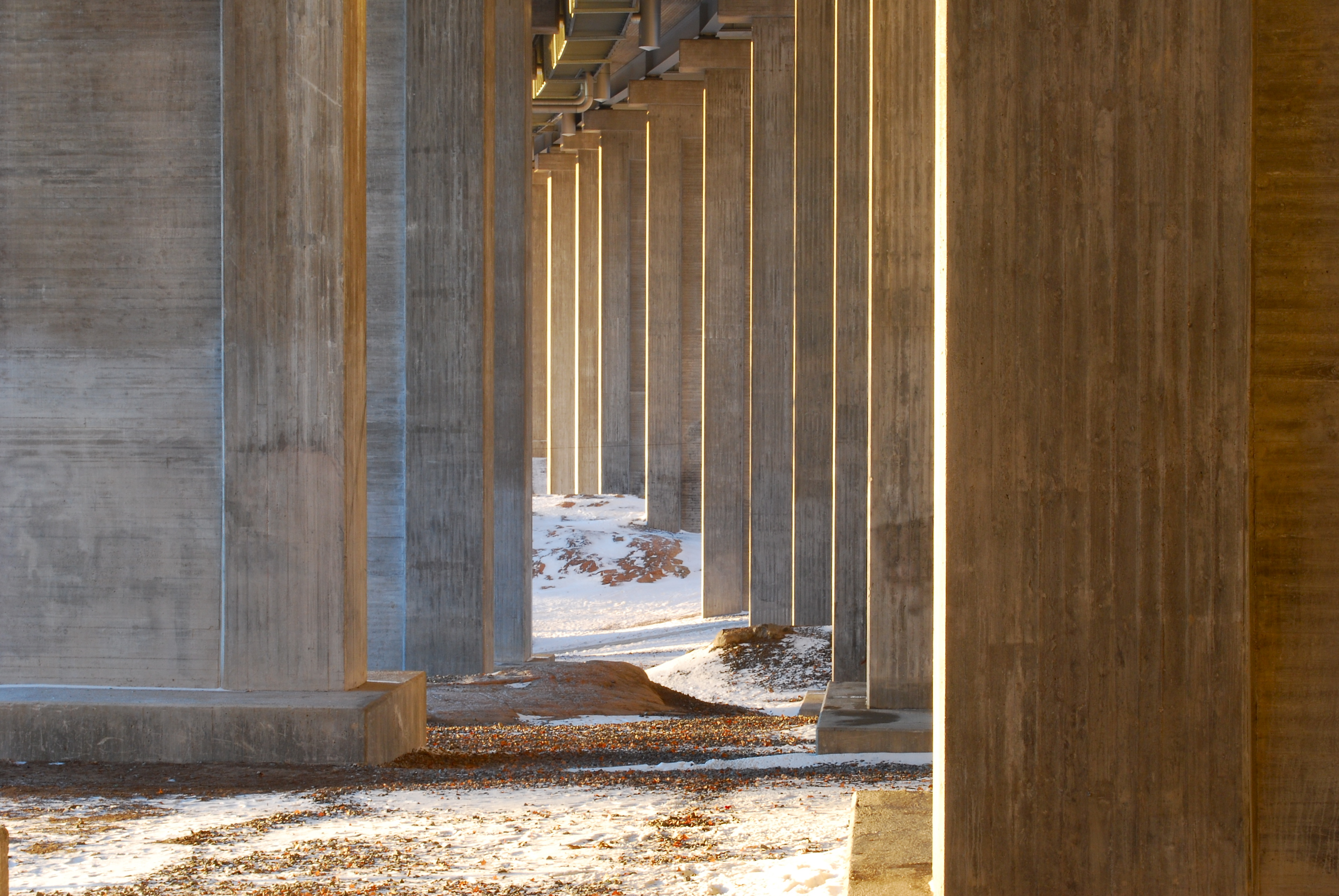
Betong används för bland annat broar. Här bropelarna som bär upp Tranebergsbron i Stockholm.

Avgörande för betongens kvalitet är hur porös den är. Mellan 12 och 20 procent av härdad betong består av hålrum; ju högre kvalitet hos betongen desto mindre andel hålrum.
Densiteten på betong kan variera men vanligt är att den ligger mellan 2 300 och 2 400 kg/m3 
Betong är mycket tryckhållfast, men har inte alls lika hög draghållfasthet, varför man vanligen använder armering. För betong med hållfasthetsklass C25/30 är tryckhållfastheten 30 MPa och draghållfastheten endast 1,8 MPa. Valet av hållfasthetsklass styrs förutom av kravet på att betongen skall tåla en viss last, även av vilken exponeringsklass som gäller för konstruktionsdelen. Ju högre hållfasthet desto beständigare anses betongen bli. Därför är, för anläggningskonstruktioner såsom broar, vilka utsätts för frysning och tösalt, hållfasthetsklassen C35/45 standard. Men för byggnader, vars delar inte är utsatta för sådant, används ofta lägre klasser såsom C25/30.
Tryckhållfastheten för betong anges normalt efter 28 dagar; betongprovet tillåts härda 28 dagar varefter det utsätts för tryck till dess att brott uppstår. Även om huvuddelen av hållfasthetstillväxten då skett så utvecklas den dock ytterligare under mycket lång tid. Mätbar hållfasthetstillväxt sker normalt 5 år eller mer.
Eftersom betong i sig inte är så draghållfast så gjuter man in armeringsjärn i betongen för att motverka detta. Man kan även blanda in korta fibrer i betongmassan som alternativ. I alla byggnadsverk som ska kunna bära upp en last använder man armerad betong, betong utan armering används till exempel som ytbeläggning på vägar.
Eftersom betong är poröst kan det ta upp fukt direkt ur luften. Detta gör att betongen både kan svälla och krympa, något som kan leda till att det uppstår sprickor. Det är dock möjligt att tillverka betong som inte är så poröst och som därför är helt vattentät för konstruktion av vattentorn, dammar et cetera.
Betong är mycket beständigt. Betong av låg kvalitet är dock poröst vilket gör att porerna fylls med vatten vilket kan bli ett problem om vattnet sedan fryser och spränger betongen. Detta kan undvikas genom att använda betong som inte är så poröst. Ett annat hot mot beständigheten är att rost angriper armeringsjärnen vilket i sin tur gör att armeringen spränger betongen. Detta kan undvikas genom att man lägger armeringen på tillräckligt avstånd från ytan.
Betong är inte brännbart och vid en ordinär byggnadsbrand kommer inte betongkonstruktionen att kollapsa på grund av betongen i sig. Hotet kommer snarare från att armeringsjärnen förlorar sin hållfasthet vid höga temperaturer vilket gör att betongen deformeras.
Reparation av betong görs enligt SS-EN 1504-1:2005, det finns även en gratis online betonghandbok för betongreparationer framtagen av CBI Betonginstitutet, Lunds Tekniska Högskola, Banverket, Vattenfall AB, Vägverket och Sika Sverige AB.
Betonggrunder kan skadas av grundvatten med höga sulfathalter.

## Miljöpåverkan
För tillverkning och transport av 1 kubikmeter betong till kund behövs 2 ton ballast, 180 liter vatten, 350 kilo cement, 1 kilo betongtillsats, 7 liter eldningsolja och diesel samt 15 kWh el. Dessutom tillkommer energi för tillverkning av cement vilket har uppskattats till 40 kilo kol och 40 kWh el. 40 kilo kol ger vid förbränning motsvarande cirka 400 kWh i form av värme och det är värmen som behövs vid cementtillverkning.
Ballasten består av sten, grus och sand och kommer vanligen från grus- och bergtäkter. Dessa orsakar både buller och att damm sprids. Betong kan i princip återanvändas till fullo som fyllnadsmaterial.

## Vattencementtal
Vattencementtalet, vct, är kvoten av mängden vatten i kg och mängden cement i kg.
{\displaystyle vct=vatten/cement\ }
Ofta anges också ekvivalent vattencementtal där man utöver cement också tar hänsyn till ingående tillsatsmaterial, exempelvis silikastoft eller flygaska. Ingående tillsatsmaterial kan ha olika effektivitetsfaktor. 
{\displaystyle vctekv=vatten/(cement+k*s+k*FA)}
där s och FA är mängden silikastoft respektive flygaska i kilo och k är deras effektivitetsfaktorer (anges i SS 137003 samt SS-EN 206-1).
Ibland anges också betongens vattenpulvertal vilket är förhållandet mellan mängden vatten och mängden pulver (material med partikelstorlek under 0,125 mm.)
{\displaystyle vpt=vatten/(cement+filler+s)}
där s kan vara mängden silikastoft, slagg eller annat pulvermaterial. Observera att man i beräkningen av vpt inte tar hänsyn till någon effektivitetsfaktor.